# Дрезденський фунікулер
51°03′19″ пн. ш. 13°48′58″ сх. д. / 51.05528° пн. ш. 13.81611° сх. д.
Дре́зденський фунікуле́р (нім. Standseilbahn Dresden) — фунікулер, що сполучає райони Дрездена Лошвіц та Вайсе-Гірш.
Відкритий 26 жовтня 1895 і до 1910 працював на паровій тязі (зараз працює на електротязі).

## Технічні характеристики[3]
- Довжина: 547 метрів
- Висота: 94 метри
- Максимальний ухил: 29%
- Кількість кабін: 2
- Місткість кабіни: 60 пасажирів
- Конфігурація: Одноколійна з роз'їздом
- Максимальна швидкість: 5 метрів за секунду
- Ширина колії: 1 метр
- Привід: електричний (до 1910 паровий).

Лінія проходить через два тунелі: Бюргберг (довжина — 96 метрів) та тунель Принцеси Луїзи (довжина — 54 метри). Оператором фунікулера є компанія Dresdner Verkehrsbetriebe, яка також експлуатує автобуси, трамвай та водний транспорт Дрездена.

## Галерея

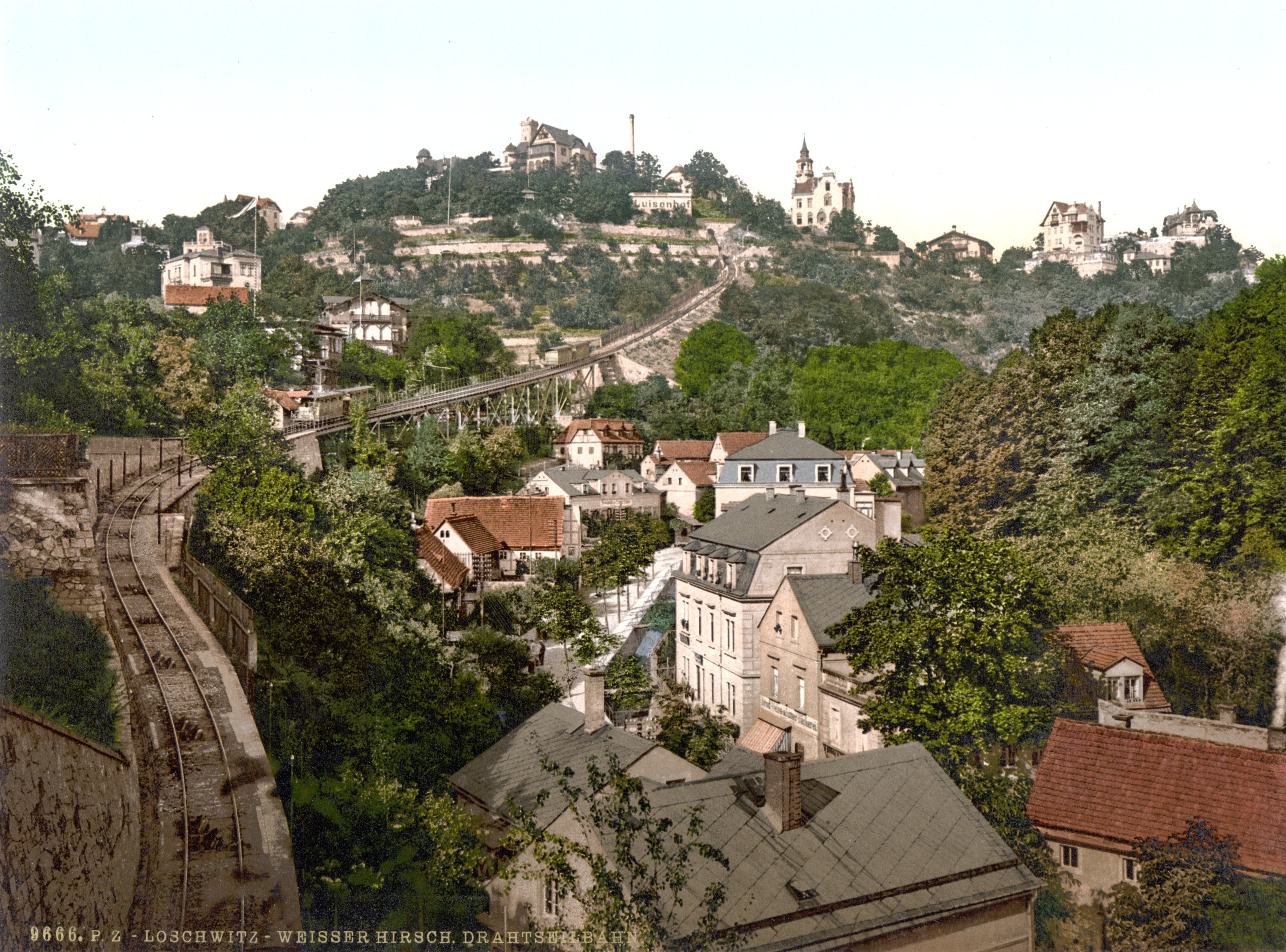
Траса у 1900 році
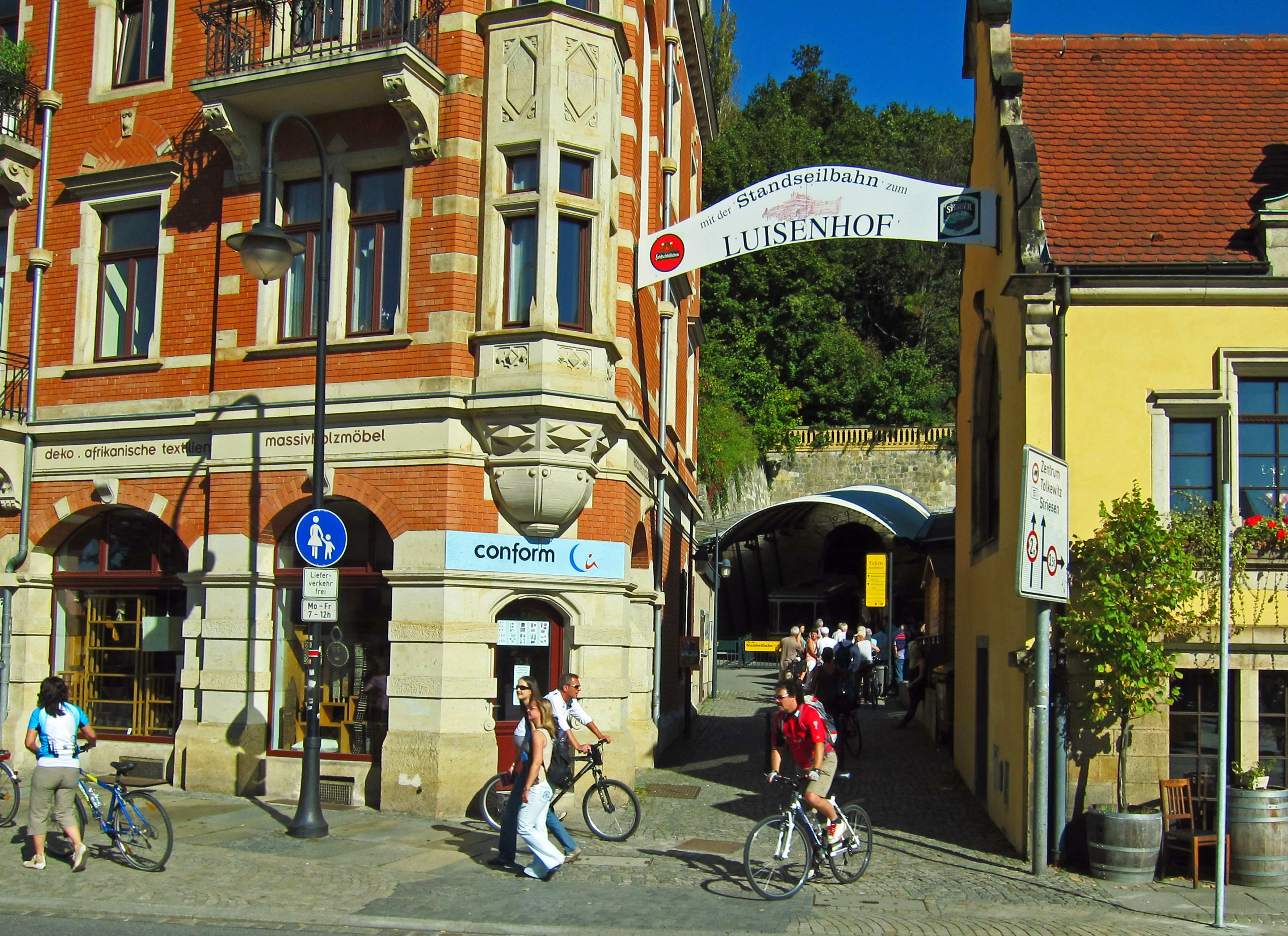
Вхід до нижньої станції, 2011
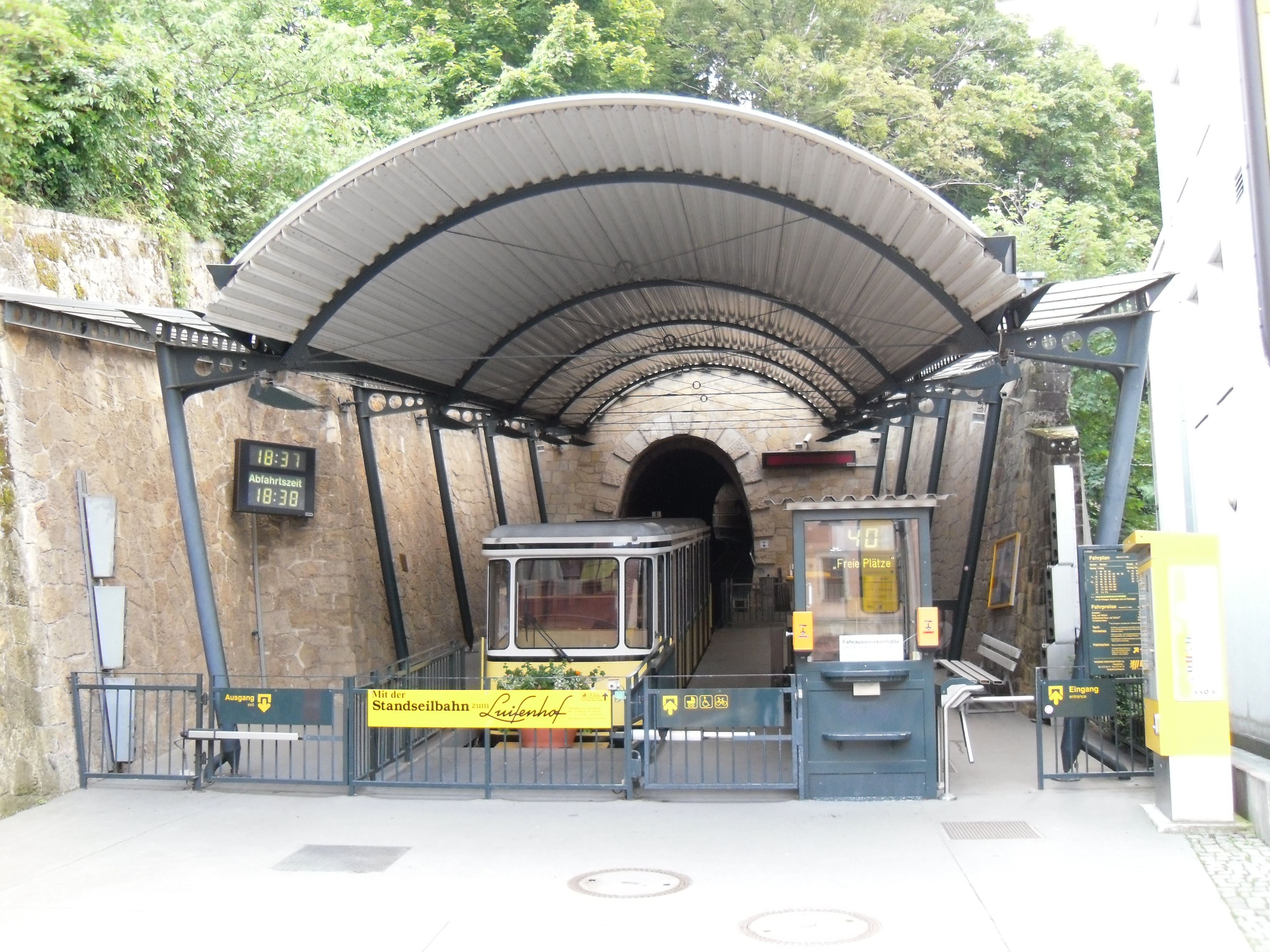
Нижня станція, 2010
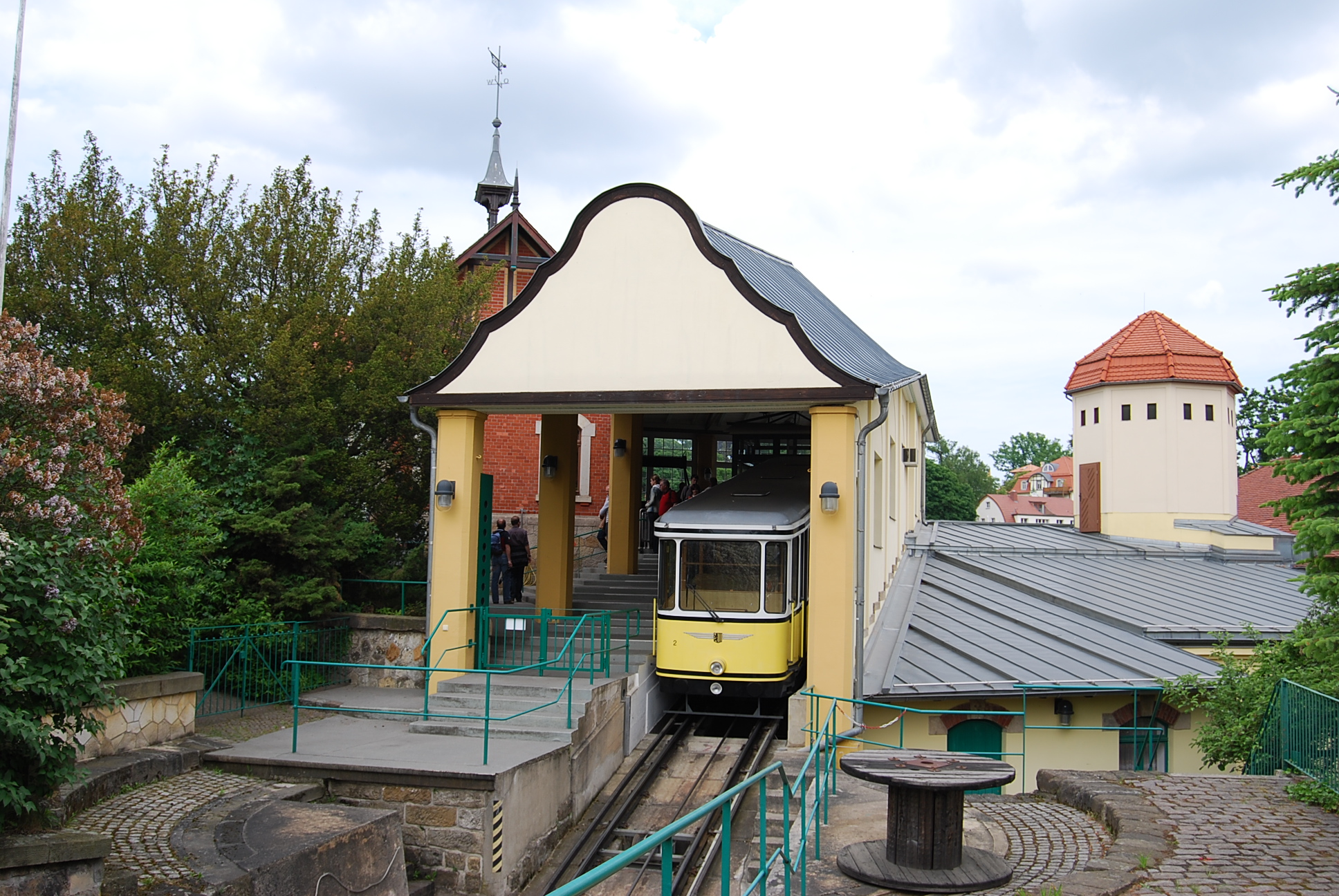
Верхня станція у 2008 році